# Auguste Vautier
Pour les articles homonymes, voir Vautier.
Auguste Vautier, né le 19 septembre 1864 à Grandson, meurt dans cette même ville le 2 décembre 1932. Industriel et photographe, il est l’inventeur et promoteur du Téléphot, ancêtre du téléobjectif.

## Biographie
Auguste Vautier appartient à une famille de notables de Grandson, propriétaire de la plus ancienne et la plus importante manufacture de tabac vaudoise fondée par Henri Vautier en 1832. Il assume la direction de cette entreprise familiale, mais, parallèlement à ces responsabilités industrielles, témoigne d’intérêts variés, notamment dans les domaines de la photographie et de l’optique, ainsi que, plus largement, des sciences naturelles.
Il épouse en 1887 Emma Dufour, fille de Charles Dufour, professeur de mathématiques et d’astronomie à l'Académie, puis Université de Lausanne.
Vautier est connu surtout pour l’invention du Téléphot, téléobjectif dont le principe a été breveté déjà en 1891 en Angleterre par Thomas Rudolphus Dallmeyer (en). La téléphotographie suscite alors un grand intérêt : en 1896, le capitaine du Génie Victor-Paul Bouttieaux publie des vues de Paris à partir d’un ballon, prises avec un appareil de 1 m de focale et à l’aube du XXe siècle l’entreprise fondée par Carl Zeiss, dans le cadre de sa filiale hollandaise Nedinsco, fabrique des appareils de prises de vues à longues focales qui seront utilisées durant la Première Guerre mondiale. De même, l’observation astronomique a vu très rapidement tout le parti qu’elle pouvait tirer de cette nouvelle technologie.
Auguste Vautier entreprend les premiers essais dès 1890, mais ceux-ci se révèlent décevants. En 1900, il utilise, comme objectif, une lunette astronomique. Avec la collaboration de Emile Schaer, astronome-adjoint de l’Observatoire de Genève, Vautier parvient à réduire l’encombrement d’un appareil à très longue focale. Deux miroirs, répercutant le rayon lumineux avant de renvoyer le cône de lumière former le foyer dans l’oculaire, permettent de construire un appareil dont la longueur n’est que le tiers de sa distance focale.
Un appareil plus important est construit en 1901 : un objectif de 10 cm de diamètre, avec une longueur focale de 310 cm, donne un grossissement direct de dix fois. Les miroirs sont l’un de 17 cm, l’autre de 22 cm et l’appareil pèse 16 kg.
Le brevet pour le Téléphot, système Vautier-Dufour et Schaer, est obtenu le 14 mars 1901. Divers modèles sont produits dès 1904 : l’Aéro-Téléphot pour les prises de vues aériennes, le Ciné-Téléphot pour être monté sur une caméra cinématographique, ainsi que le simple Téléphot, en divers formats.
Avec son invention, Auguste Vautier multiplie les prises de vues, illustrant les sommets des Alpes, des paysages et de monuments (Villeneuve, Chillon, le Parthénon à Athènes). Il a laissé un fondes documentaire exceptionnel, aujourd’hui conservé au Musée suisse de l'appareil photographique à Vevey.

## Publications d’Auguste Vautier
- Panorama d’Yverdon, s.d.

- Panorama des Alpes, vues des Rochers de Naye sur Montreux : Jardin alpin Rambertia; Station météorologique, Meiringen, Brugger, 1905.

- « Le Téléphot » : Communication faite à la Société vaudoise des sciences naturelles, le 7 février 1902, Bulletin de la Société vaudoise des sciences naturelles, 1902, vol. 38, n° 143, pp. 29-47.

- « Le Téléphot » : Communication faite le 5 août 1903 à la XIe session de l‘Union internationale de Photographie, à Lausanne. Bulletin de l’Association belge de photographie, 1903, vol. X, pp.603-611.

- « Le Téléphot » : Communication faite le 5 août 1903à la XIe session de l’Union internationale de photographie, à Lausanne. Revue suisse de la photographie, 1903, pp. 411-417.

Ouvrages :
- (avec François-Frédéric Boissonnas), Les Alpes vaudoises, Lausanne, G. Bridel, [1907]

- La photographie au télescope, avec le télescope Gregory, construction nouvelle de E. Schaer, astronome-adjoint de l’Observatoire de Genève, Veyrier Genève 1916.

- Le pays des bisses, Lausanne, Spes, Neuchâtel éd. La Baconnière, 1929.

- Gabrisse : Journal d’un gardien de cabane, Lausanne, Spes, 1933.